# 第4独立偵察大隊 (カザフスタン空中機動軍)
第4独立偵察大隊は、カザフスタン陸軍の大隊級偵察部隊。

## 概要
大隊は、空中機動軍情報局に従属する。大隊の将校は、アメリカのレンジャー課程とNATOの指揮幕僚課程（スロバキア軍）を受けている。

## 編制
大隊は、3個中隊から成る。
- 第1偵察中隊 - BRM-1K x 9両装備
- 第2偵察中隊 - BMP-2 x 14両装備
- 第3偵察中隊 - BTR-80 x 10両装備